# Lijst van voetbalinterlands Brazilië - Zwitserland (vrouwen)
Deze lijst van voetbalinterlands is een overzicht van alle officiële voetbalinterlands tussen de nationale vrouwenteams van Brazilië en Zwitserland. De landen hebben tot nu toe één keer tegen elkaar gespeeld.

## Wedstrijden
| № | Plaats    | Datum         | Competitie       | Wedstrijd              | Uitslag |
| - | --------- | ------------- | ---------------- | ---------------------- | ------- |
| 1 | Albufeira | 11 maart 2015 | Algarve Cup 2015 | Brazilië − Zwitserland | 4 − 1   |

## Samenvatting
| Competitie  | Totaal gespeeld | Winst Brazilië | Gelijk | Winst Zwitserland | Doelsaldo Brazilië – Zwitserland |
| ----------- | --------------- | -------------- | ------ | ----------------- | -------------------------------- |
| Algarve Cup | 1               | 1              | 0      | 0                 | 4 − 1                            |
| Totaal      | 1               | 1              | 0      | 0                 | 4 − 1                            |